# Elaver tristani
Elaver tristani är en spindelart som först beskrevs av Banks 1909.  Elaver tristani ingår i släktet Elaver och familjen säckspindlar.
Artens utbredningsområde är Costa Rica. Inga underarter finns listade i Catalogue of Life.